# (10619) Ninigi
(10619) Ninigi est un astéroïde de la ceinture principale.

## Description
(10619) Ninigi est un astéroïde de la ceinture principale. Il fut découvert le 27 novembre 1997 à l'observatoire Gekko par Tetsuo Kagawa et Takeshi Urata. Il présente une orbite caractérisée par un demi-grand axe de 2,36 UA, une excentricité de 0,06 et une inclinaison de 7,9° par rapport à l'écliptique.

## Compléments